# 란츠게마인데

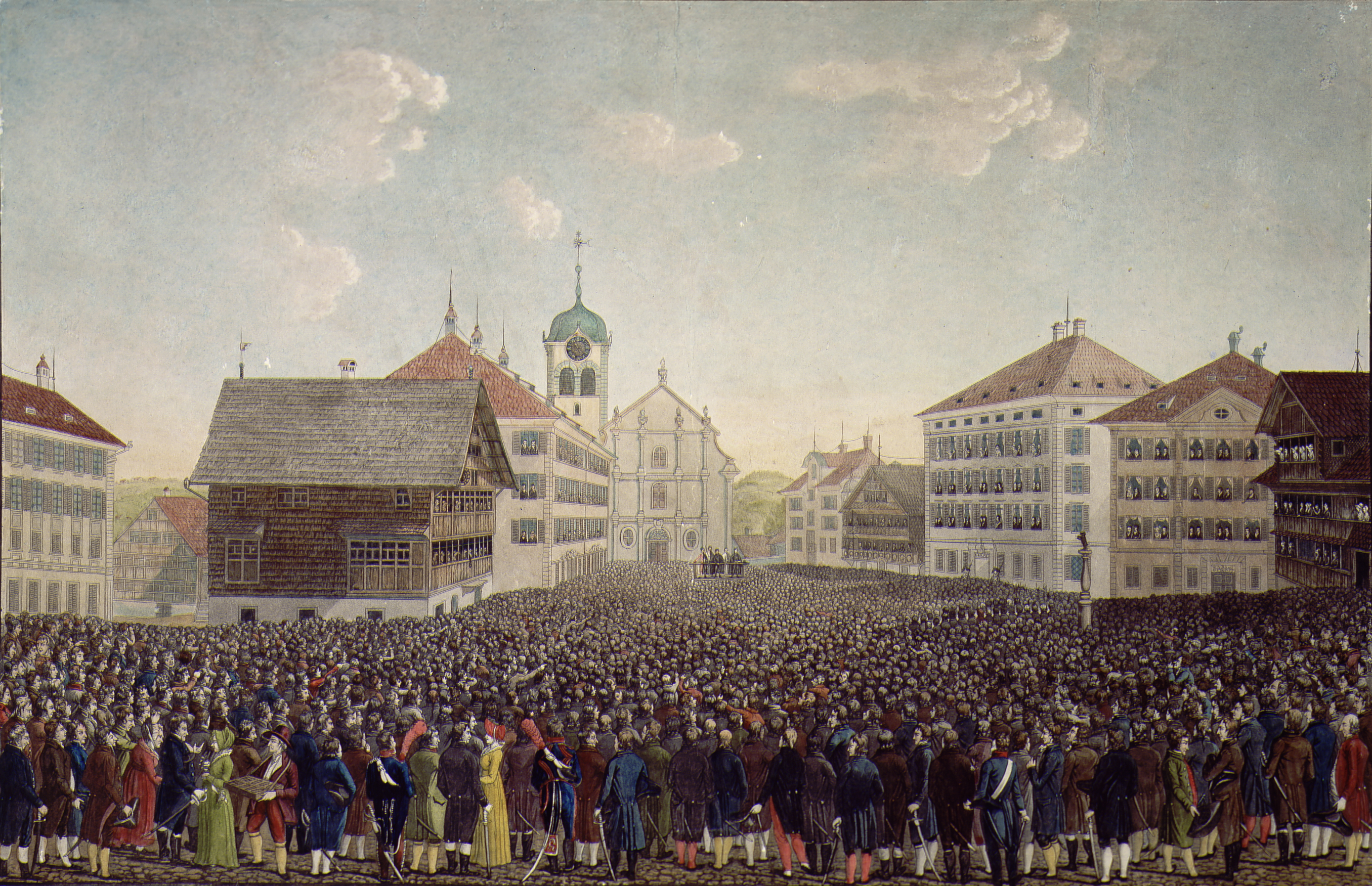
트로겐의 란츠게마인데 (1814)

란츠게마인데(독일어: Landsgemeinde [ˈlantsɡəˌmaɪndə]) 또는 “주의회”는 가장 오래된 직접 민주주의 형태 중 하나를 구성하는 다수결 원칙에 의해 운영되는 공개, 무비밀 투표 시스템이다. 스위스의 준국가 정치 수준에서 일부 지역에서 여전히 사용 중이지만, 이전에는 8개 주에서 시행되었다. 실용적인 이유로 란츠게마인데는 여전히 가장 높은 정치적 권위를 보유하고 있는 두 개 주(아펜첼이너로덴주 및 글라루스주)를 제외한 모든 주 수준에서 폐지되었다. 란츠게마인데는 또한 일부에서 소집된다. 아펜첼 이너호덴, 그라우뷘덴주 및 슈비츠의 지구에서 지역 문제에 대해 투표한다.
독일어 용어 란츠게마인데 자체는 1561년 픽토리우스 사전에서 적어도 16세기부터 증명되었다. “땅, 주; 농촌주”를 의미하는 란트(Land)와 “공동체, 코뮌”을 의미하는 게마인데(Gemeinde)의 합성어이다.
주나 구의 자격이 있는 시민들은 특정한 날에 야외에서 만나 구체적인 문제를 결정한다. 투표는 손을 드는 움직임으로 찬성하는 사람들이 수행한다. 역사적으로 남성이 투표소에 들어갈 때 필요한 유일한 시민권 증명은 의장용 검이나 스위스 군용 보조 무기(총검)를 보여주는 것이었다. 이것은 그들이 무기를 들고 투표할 수 있는 자유인이라는 증거를 제공했다. 투표 카드가 도입되었지만, 아펜첼에서 패도를 제시하는 것은 여전히 남성에게 투표 카드 대신 유효하다.
란츠게마인데는 중세 후기부터 스위스 농촌주의 주권 기관이었으며, 루체른, 샤프하우젠 또는 베른과 같은 도시 주에서는 모든 시민의 총회가 설립되지 않았다.
종속 지역의 유사한 집회는 탈게마인데 (탈샤프텐의 경우 우르세른, 하슬리, 오버지멘탈에서 사용됨), Teding (엥겔베르크), Parlamento (레벤티나), Zendgemeinden (젠덴 또는 발레의 지역)과 같은 용어로 알려져 있었지만, 토겐부르크와 뷘덴부르크주의 일부에서는 란츠게마인데(Landsgemeinde)으로도 알려져 있다.

## 정의

### 구조
란츠게마인데에서는 지역 또는 주의 시민들이 열린 하늘 아래 공공 장소에 매년 모여 일련의 투표 문제에 대해 투표한다. 주에 따라 그들은 손이나 유권자 신분증을 들어 동의를 승인하거나 거부하며, 이는 반 비밀투표를 구성한다. 결정은 다수결에 의해 이루어지며, 불확실한 경우 란담만은 공동 평의회의 동료들의 도움을 받아 다수가 어느 편에 속하는지 추정한다.
란츠게마인데의 기간은 여전히 그것을 소집하는 두 주 사이에서 크게 다르다. 글라루스에서는 시민이 기존 법률 조항의 수정 또는 새로운 조항의 도입을 제안할 가능성이 높기 때문에 란츠게마인데는 평균 2시간에서 4.5시간 동안 지속된다. 반면 아펜첼이너로덴주에서는 숙고가 제한되어 란츠게마인데는 일반적으로 1-2.5시간 후에 종료된다.

### 투표 주제
스위스 연방주의 체제의 특징을 보여주는 란츠게마인데는 사용 범위가 주마다 다르다. 입법권은 란츠게마인데가 법률을 시행하거나 주 헌법을 수정하는 데 사용될 수 있는 아펜첼이너로덴주와 글라루스에서 모두 관련된다. 아펜첼이너로덴에서 란츠게마인데는 정부 문제도 다룰 수 있지만, 글라루스에서는 세법이 란츠게마인데에 의해 규제된다. 결정 및 대안적 입법 반대 제안('건설적 국민투표')은 시민들이 공식화하고 이 경우에 투표할 수 있다. 두 주 모두 의회를 선출하는데 사용된 란츠게마인데가 없다.

## 역사

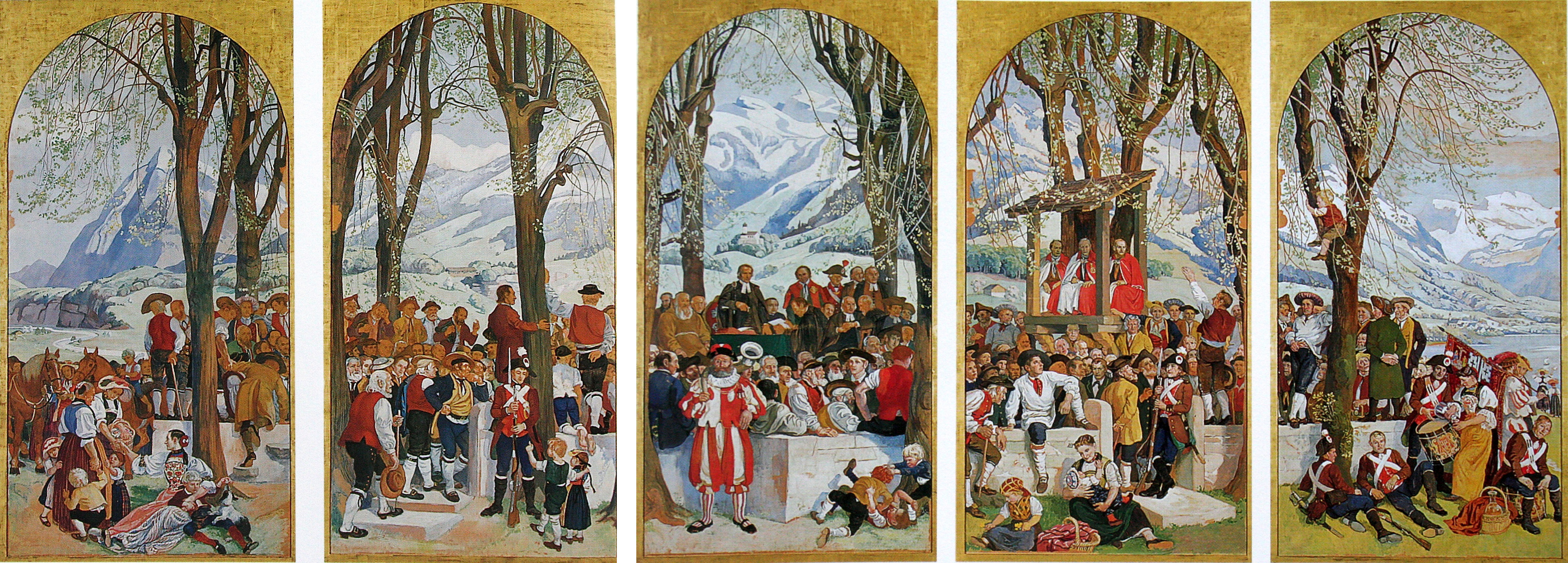
란츠게마인데, 스위스 연방청 프레스코 by 알베르트 벨티와 빌헬름 발머

란츠게마인데 집회는 중세 후기까지 이어지는 전통으로, 처음에는 구스위스 연방의 형성 맥락에서 기록되었다. 알레마니가 8세기에 프랑크 제국에 독립을 잃었지만, 13세기 이후 제국의 즉각적인 영향을 받은 영토에서 다시 등장 함에 따라 전통은 궁극적으로 게르만 적인 것을 계속한다.
첫 번째 란츠게마인데 고유본은 1231년에 우리에 대해 증명되었다. 그러나 이러한 초기 집회는 혈액 법원의 오래된 기관 (범죄에 대한 판결을 집행하기 위한 집회, 고등 사법 참조)에서 원활하게 분리되면서 성장했다. 란츠게마인데를 녹음할 때 중세 라틴어 텍스트는 일반적으로 "보편성"(universitas) 또는 " 인간 공동체"(communitas hominum)를 문장의 주제로 지정하여 이를 표현한다. (예: 1291년 연방헌장 참조) 이것은 결정이 정치 엘리트보다는 공동체(직접 민주주의)에 의해 이루어졌다는 것을 강조하기 위함이었다.
구 스위스 연방에서 란츠게마인데의 존재는 시골 칸톤(도시 칸톤과 반대되는 Länderorte)의 정의된 특징이었다. 이러한 주에는 우리, 슈비츠, 운터발덴 (삼림주), 글라루스 및 아펜첼 및 추크가 있다. 추크는 란츠게마인데의 존재로 인해 시골 지역에도 포함된 도시 지역이었기 때문에 중간 위치를 차지했다.
스위스가 연방 국가로 형성되면서 이전에 주권을 가졌던 주 의회가 연방법의 적용을 받게 되었고 란츠게마인데은 시대착오적인 것으로 보이게 되었다.

### 진화와 현황
란츠게마인데의 사용은 19세기와 20세기를 통해 주 수준에서 점차적으로 포기되었다. 추크와 슈비츠는 1848년에 그것을 폐기했고 우리는 1928년에 폐기했다.
1996년 니트발덴, 1997년 아펜첼 아우서호덴, 1998년 옵발덴은 비밀 투표를 통해 란츠게마인데 주를 폐지했다.
현재, 1991년 란츠게마인데에 의해 이 제도의 폐지를 거부한 아펜첼 이너호덴과 글라루스는 이러한 형태의 직접 민주주의를 사용하는 유일한 남은 주이다. 1991년 아펜첼 이너호덴의 투표 외에 란츠게마인데의 사용법은 이 두 주에서 의문의 여지가 없었다. 게다가, 투표율은 아펜첼 이너호덴과 글라루스 모두에서 지난 50년 동안 일정하게 유지되었다. 후자 주에서는 2001년에도 50%의 참여 기록이 기록되었다.

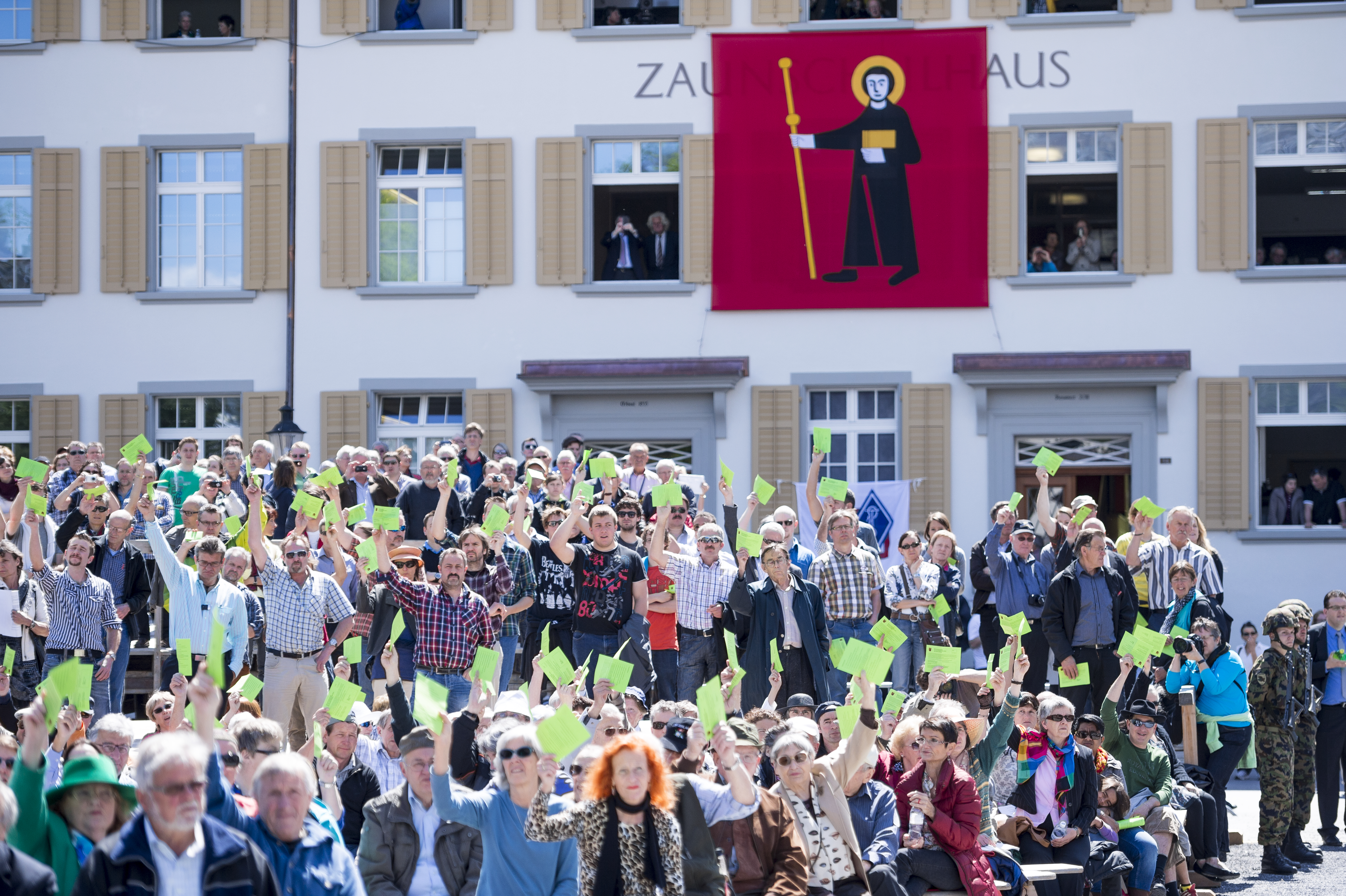
2013년 란츠게마인데, 글라루스

글라루스는 최근 란츠게마인데에 참여를 장려하는 조치를 도입했다. 2007년에는 스위스에서 예외인 16세 이상의 시민으로 참여가 확대되었다. 마찬가지로 매년 란츠게마인데의 날 참가자는 광저우의 모든 대중교통을 무료로 이용할 수 있다.
아펜첼 이너호덴과 글라루스에서는 예를 들어 전자 개표 시스템의 잠재적 도입을 통한 기관의 현대화에 대해 논의하지만 란츠게마인데의 유지에 반대하는 정당은 없다.
주 의회 외에도 스위스 연방은 란츠게마인데에서 영감을 받아 동일한 아이디어를 기반으로 구축된 다양한 프로젝트를 지원하고 있다. 예를 들어, 4차 사이버-란츠게마인데는 2016년 4월 6일 베른에서 조직되었으며, 사이버 보안 주제와 관련된 반성을 촉진하고 솔루션을 찾기 위해 민주적 숙고를 사용하는 것을 목표로 하고 있다. 마찬가지로, 클로텐의 도시 시정촌은 예를 들어 새로운 유치원 건설을 가능하게 하는 지역 프로젝트에 대한 자금 할당을 심의하기 위해 란츠게마인데 버전을 2012년에 구현했다.

## 관련 정치 패러다임과 비판

### 직접 민주주의
란츠게마인데는 스위스 정치 구조의 직접 민주주의 핵심 기둥 중 하나를 형성한다. 지난 세기에 그 사용이 급격히 줄어들었지만, 여전히 스위스 민주주의의 특징적인 제도로 간주되며 일반적으로 참여적이고 포괄적인 민주주의 관행으로 간주된다. 그러나 참여가 주 헌법에 따라 권장될 뿐만 아니라 관련 개인의 시민 의무의 일부로 요구되는 반면 란츠게마인데가 전통적인 비밀 투표보다 더 나은 포괄성을 제공하고 더 높은 수준의 참여를 촉진 하는지 불분명하다. 투표 방법. 파울 루타르디(2014)는 예를 들어 다음과 같이 언급한다.
"증거에 따르면 아펜첼과 글라루스에서 열리는 집회와 버몬트에서 그리고 아마도 고대 아테네에서도 대부분의 마을 모임에 참석하는 것은 항상 시민의 대략 20%로 제한되어 왔다."
더욱이 최근까지 여성을 포함하는 것은 란츠게마인데의 포괄성에 대한 주요 관심사 중 하나였다. 1991년까지, 아펜첼 이너로덴 주의 란츠게마인데에서 여성은 여성에게 투표권을 부여한 마지막 주였으며 유럽 국가에 여성 참정권이 이례적으로 늦게 도입되었다.

### 오클로크라시
란츠게마인데 시스템을 "오클로크라시(ochlocracy)" 또는 "다수의 폭정"에 가깝게 배치하는 제안이 있었다. 블룸과 쾰러(2006)는 소수 의견을 고려하지 못하게 하는 "제한된 수준의 예비 토론"만 있을 수 있다고 제안했다.
공개 투표 시스템은 표면상 투표의 비밀을 보장하지 못한다. 스위스는 란츠게마인데를 보호하기 위해 시민적 및 정치적 권리에 관한 국제 협정 25조에 대한 예외를 명시적으로 도입했으며, 투표의 비밀을 보호하는 세계 인권 선언 21.3조의 서한을 준수하지 않는다. 스위스는 비슷한 이유로 유럽인권협약의 첫 번째 협약 의정서를 비준한 적이 없다.
그러한 조건에서 사회적 통제 및 기타 군중 조작 프로세스는 시민들이 자신의 선호에 따라 투표하는 것을 방해하고 합리적인 결정을 오도할 수 있다. 다른 한편으로, parrhesia의 그리스 익살 전통에 따르면, 문자 그대로 "모든 것을 말하기"- 공개 집회는 개인이 자신의 의견을 솔직하고 집단적인 책임으로 표현하도록 가르칠 수 있다.
다양한 행정 부문에서 란츠게마인데의 결과에 대한 연구 (Schaub 2012, Gerber & Mueller 2014)는 적절한 예비 숙고가 "더 나은 주장의 강제력"(Habermas, 1992)으로 정의된 더 나은 결정에 도달하는 데 도움이 될 수 있음을 시사하는 것 같다.

## 같이 보기
- 직접 민주제
- 참여 민주주의